# Háj u Duchcova
Háj u Duchcova è un comune della Repubblica Ceca facente parte del distretto di Teplice, nella regione di Ústí nad Labem.